# Ballonmütze

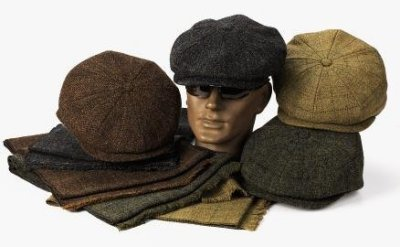
Ballonmützen in verschiedenen Farben

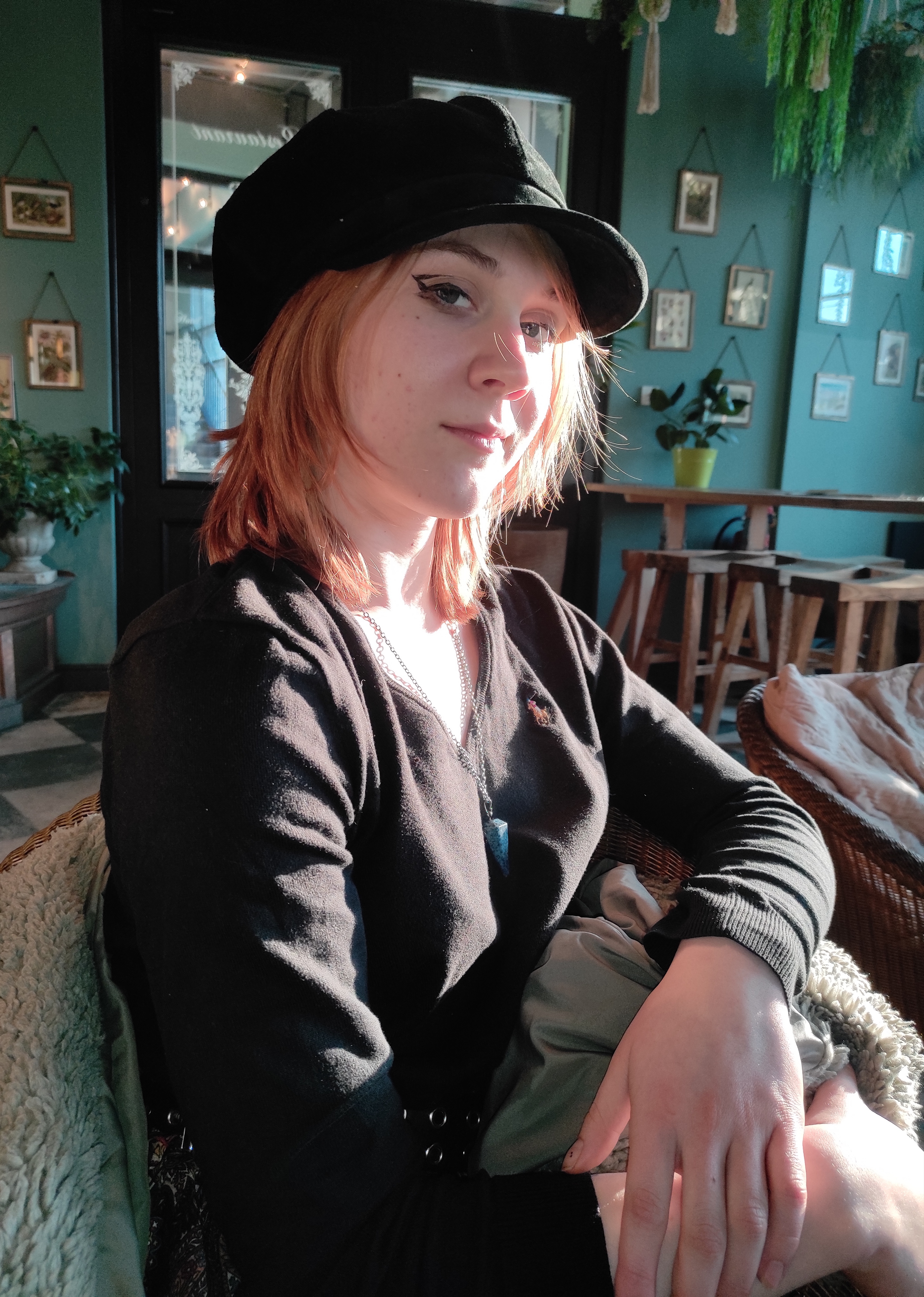
Junge Frau trägt Ballonmütze

Die Ballonmütze ist eine Schirmmütze, die im Gegensatz zur Schiebermütze kein flaches, sondern ein ballonartig aufgewölbtes Dach hat. Zumeist besteht dieses aus acht Teilen, oft in der Mitte mit einem Knopf oder einer kleinen Bommel bekrönt. Vorne ist wie bei allen Schirmmützen ein zumeist flexibler Schirm angebracht. Im Englischen wird diese Mützenform als Newsboy Cap, Eight Piece Cap oder Gatsby Cap bezeichnet.

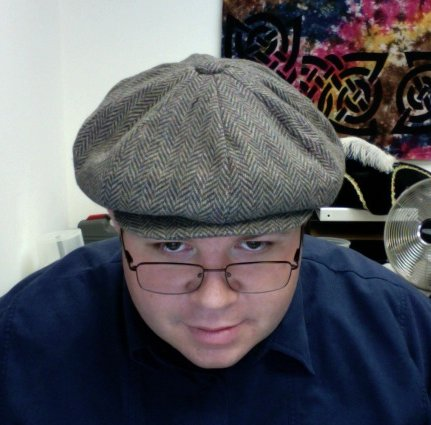
Achtteilige Ballonmütze mit einem Knopf

Die Mütze ist meist aus etwas steiferem Tweed, Filz oder Cord gefertigt. Der Schirm ist bei manchen Modellen durch einen Kälteschutz im Nacken und um die Ohren ergänzt.

## Entwicklung
Der Stil der Ballonmütze war im späten 19. und frühen 20. Jahrhundert unter den Jungen und erwachsenen Männern in Europa und Nordamerika sehr beliebt. Vor allem in den 1910er bis 1920er Jahren galt diese Mützenform als Arbeitermütze bzw. Mütze der unteren Klassen. Viele Fotos aus dieser Zeit zeigen, dass diese Kappen von Zeitungsjungen getragen wurden, wie auch von Hafenarbeitern, Stahlarbeitern, Schiffsbauern, Bauern, Bettlern, Verbrechern, Handwerkern und Kaufleuten.
Von Jungen und Männern aus den oberen Klassen wurde diese Mütze in erster Linie für Freizeitaktivitäten getragen, beispielsweise beim Golf.
Etwa ab der Mitte des 20. Jahrhunderts verlor die Ballonmütze ihren Ruf als Armenmütze und wurde später zum modischen Accessoire. Dadurch eignete sich diese Mützenform als Ausdruck der eigenen Persönlichkeit oder gar als Markenzeichen, so beispielsweise bei dem österreichischen Künstler Friedensreich Hundertwasser, dem US-amerikanischen Sänger Gregory Porter und dem englischen Sänger Brian Johnson.

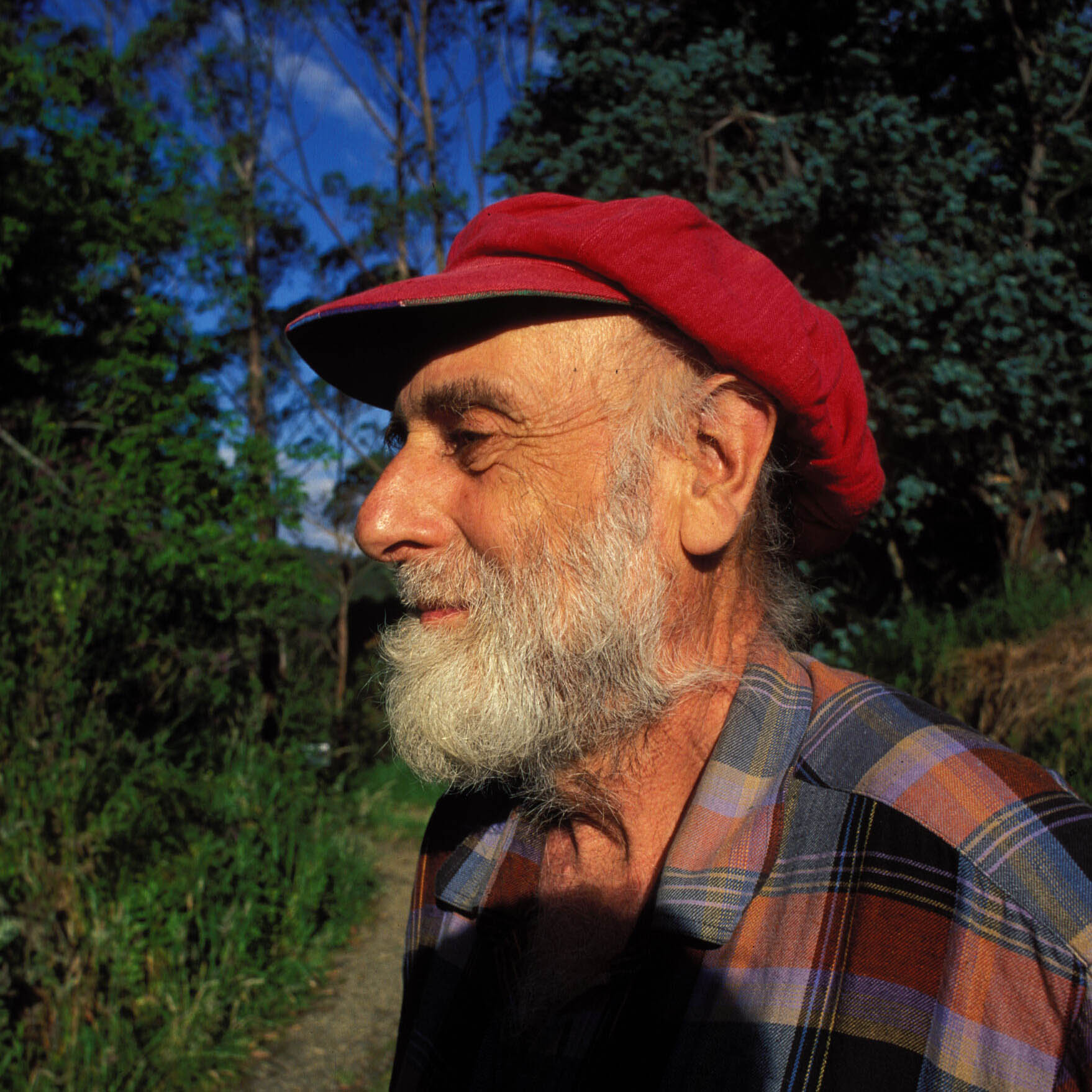
Friedensreich Hundertwasser, 1998
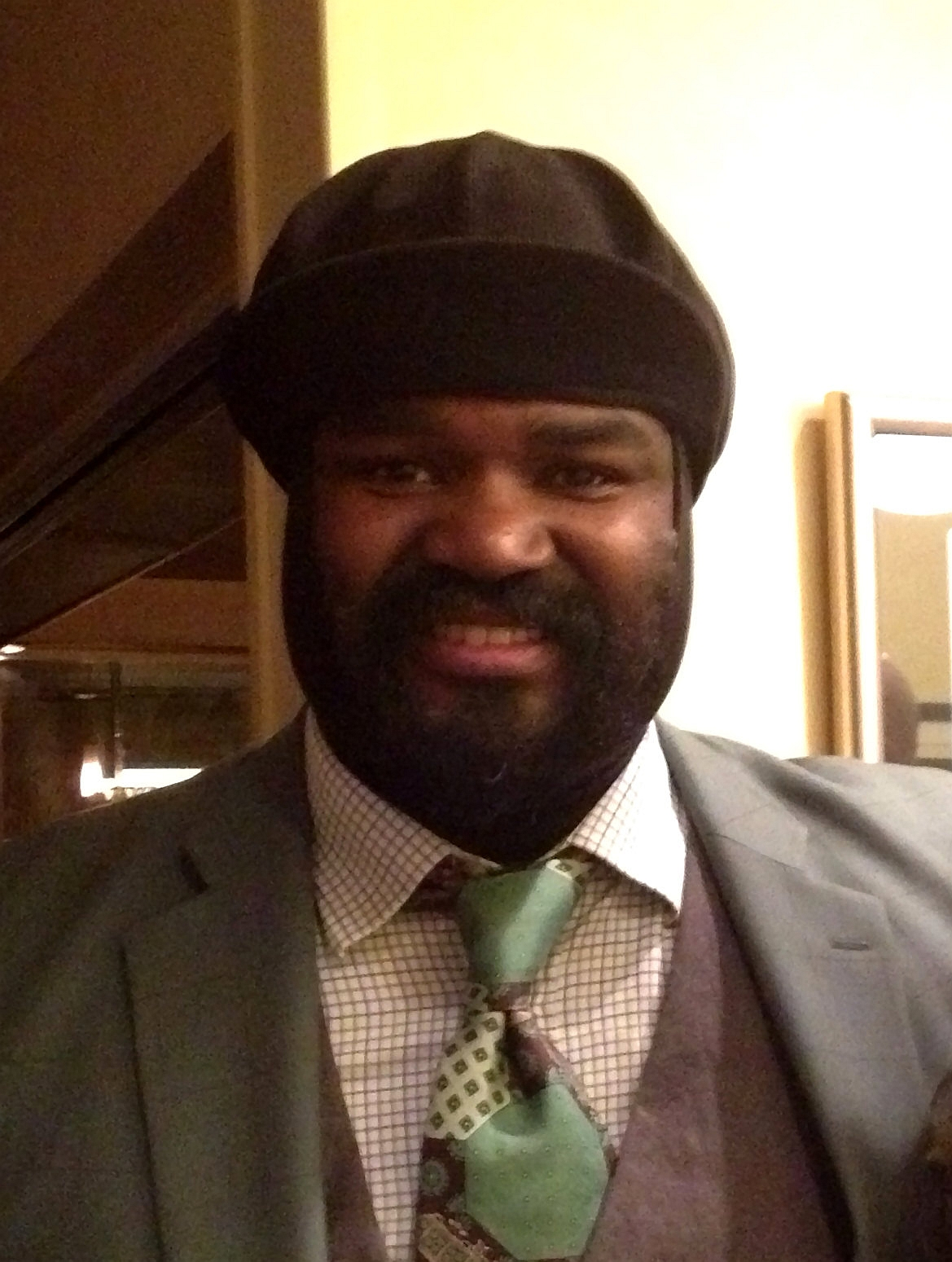
Gregory Porter, 2013
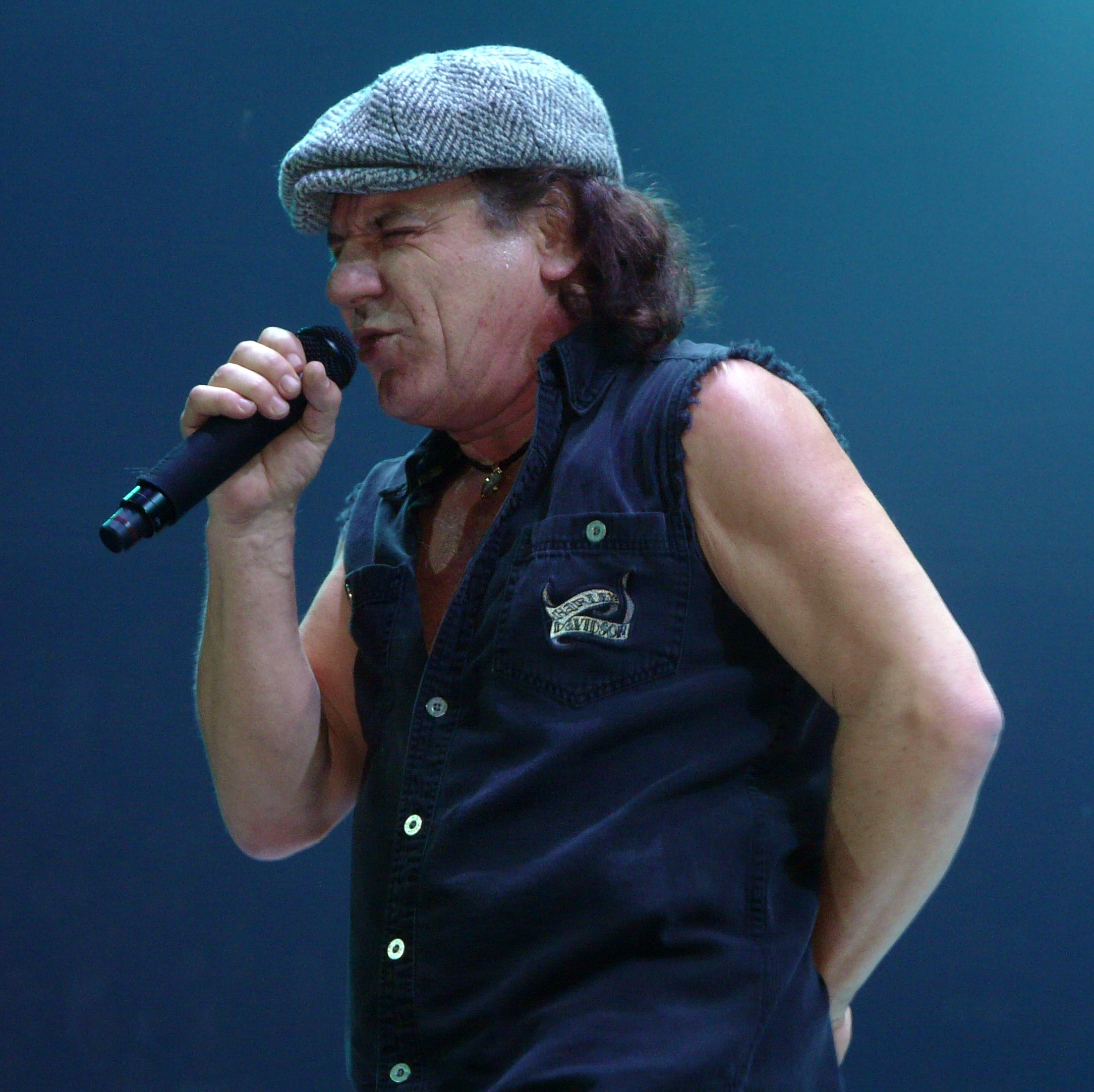
Brian Johnson, 2008
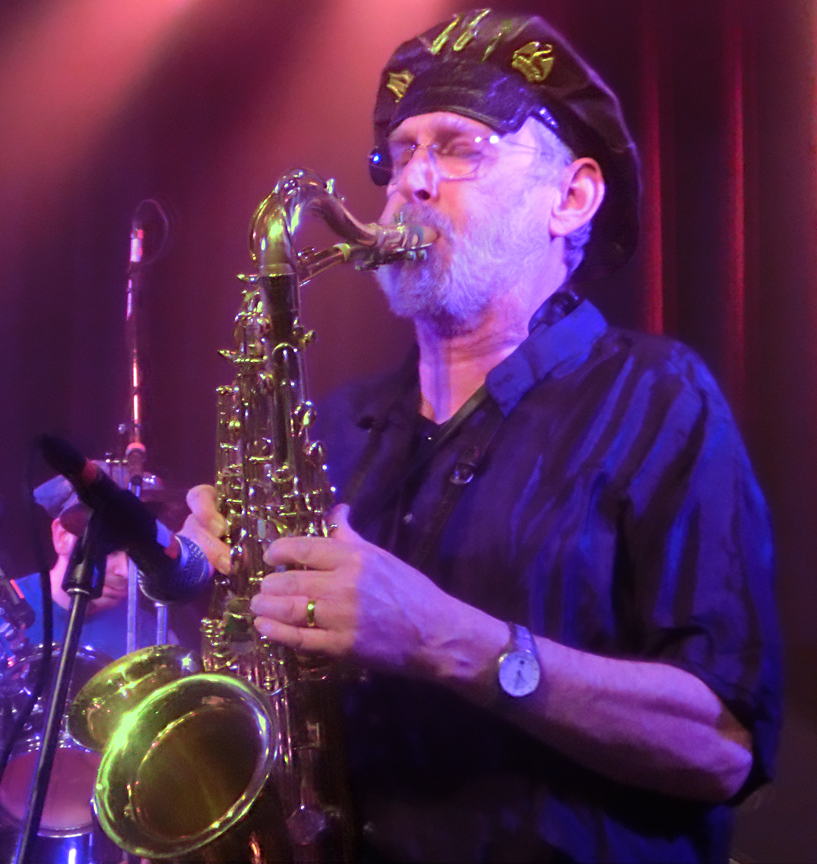
David Jackson mit seiner 50 Jahre getragenen Ballonmütze